# ハリー・ティンクネル
ハリー・ティンクネル（Harry Tincknell, 1991年10月29日 - ）は、イングランド・デヴォン州出身のイギリス人のレーシングドライバー。

## 経歴

### レーシングカート
ティンクネルは、2001年にレーシングカートの大会にデビューし、ダンクスウェル・クラブ選手権と南西イギリス選手権の両方で、上位5位以内に入賞を果たしている。2002年にカートのカデット（見習いの意、年少者の部）で参戦を続けた後、2003年にカートのTKMカテゴリーにステップアップし、オックスフォードシャーのシェニングトン・カート場で冬季シリーズに優勝している。2004年も同クラスに参戦を続け、ラークホールでのラウンドで1勝を挙げるなどして、コンノート・レーシングに所属してランキング27位となる。12歳から15歳までのカートのトップドライバー達で争われる2005年のJICAクラスのベルギーでの選手権に参戦し、チャンピオンになったラウレンス・ファントールから65ポイント差の5位となっている。
ティンクネルは2006年にイタリアで行なわれるカート選手権のWSK国際シリーズへも参戦しながらJICAクラスでも参戦を続けた。JICAはイタリアのラ・コンサでのラウンドで3位に入るなどあったが、ランキング14位でシーズンを終えた。2007年、ティンクネルは少なくとも8つの異なる選手権またはトロフィーのかかった大会に参戦するなど、様々なシリーズに参戦するようになった。彼のこのシーズンで最上位に入ったレースは、サウス・ガルーダ・ウインター・カップで、タニック・ドゥ・ブラバンデル、アントニオ・フェリックス・ダ・コスタ、ロビン・フラインスに続いて4位に入った時のものである。2008年のロータックス・マックス・チャレンジで2位に入ったシーズンを以って、ティンクネルはカートでのレース参戦に終止符を打った。

### フォーミュラ・ルノー
ティンクネルは2008年、CR・スクーデリアに所属して英フォーミュラ・ルノー(冬季)に参戦し、4戦でポイントを獲得してランキング17位となっている。同年にフォーミュラ・ルノー2.0・ポルトガル(冬季シリーズ)にも参戦し、エストリル・サーキットで行なわれた2戦で6位と8位に入っている。2009年、CR・スクーデリアからCRS・レーシングと改称したチームにそのまま残留し、英フォーミュラ・ルノーに全戦参戦した。緒戦となるブランズ・ハッチでの開幕戦では幸先良くポールポジションを獲得し、決勝ではオリヴァー・ウェッブに続く2位に入った。更に、スラクストン、オウルトンパーク、ロッキンガムでは表彰台に昇り、選手権を総合5位でシーズンを終えた。彼の首尾一貫した信頼性の高い走りは、選手権に参戦する上位15人のドライバーの内ルーキー・イヤー（初年度）のドライバーの戦いぶりに対して栄誉を称えて贈られるグラデュエイト・カップのタイトルを獲得することに繋がった。このシーズンの成績の結果を以って、ティンクネルは続く冬季シリーズでも優位を占め、4戦で表彰台に昇り、内2戦で勝利を挙げている。オッシャースレーベンラウンドで行なわれたフォーミュラ・ルノー・ノーザン・ヨーロピアン・カップの2戦にも参戦し、どちらのレースも17位に入っている。
ティンクネルは4台体制となったCRS・レーシングのチームを引っ張っていくドライバーとしてシリーズ参戦を継続した。ティンクネルはイギリス国内のモータースポーツを統括するモータースポーツ協会(MSA)にも選ばれてドライバー育成プログラムに参加している。デビッド・ブラバムによって創設された「ブラバム・パフォーマンス・クリニック」のケア（高等なスポーツ心理学と同様に、チームから受けた車のパフォーマンス、フィットネス、栄養学に基づくトレーニングをメンバーそれぞれが受けられる）がされるイギリスで最も期待される若手ドライバー10人で構成されるチーム・イギリスの一員となっている。
ティンクネルは、スラクストン、ロッキンガム、ブランズ・ハッチ、オウルトンパークで最初の8戦中5回表彰台に昇り1回優勝するなど、2010年シーズンは良好なスタートを切った。
クロフト・サーキットのラウンドの2戦では7位・8位と順位が伸び悩んだが、スネッタートンラウンドの第2レースではポールポジションからラップレコードを出すなどして優勝し、ランキングもトップを争った。しかし、最終の4ラウンドでは表彰台には3位で1度昇ったのみで、ランキングも最終的に総合5位に留まった。
2010年当初には、ティンクネルは英国レーシングドライバー・クラブのライジング・スター・プログラムの対象選手に招待されている。

### フォーミュラ3
ティンクネルは、イギリス・フォーミュラ3選手権の2011年シーズンに参戦する為、フォーテック・モータースポーツと契約した。モンツァでの下位に沈んだ苦しいスタートを切った後、オウルトンパークでの第2レースで自身初のF3の表彰台（3位）に昇り、次のラウンドのスネッタートンの第2レースで2位に入った。続くブランズ・ハッチでのラウンドの第2レースで、ティンクネルはポールポジションからスタートして初優勝を飾った。ドイツのニュルブルクリンクで4度目の表彰台に昇った。8番グリッドから驚異的なスタートダッシュで第1コーナーまでに順位を5つ上げ、3位でフィニッシュしている。シーズンの最初の頃は好調だったティンクネルは、選手権を優勝1回を含む表彰台4回獲得してランキング11位で終えた。
2011年シーズン後にティンクネルは、イギリス・フォーミュラ3選手権のドライバーズとチームの両タイトルを獲得したチャンピオンチームのカーリンに移籍した。ベルギーのスパ・フランコルシャンで行なわれた最初のテストで、ティンクネルは事故を起こして右手に重傷を負い、手術の為にイギリスに戻らざるを得なかった。その後の年内の活動をティンクネルは休養にあてた。
明けて2012年、ティンクネルはオウルトンパークでのイギリス・フォーミュラ3選手権の開幕ラウンドに出走し、第3レースで表彰台を獲得した。モンツァとポーでの2度のリタイアに続くイギリスのロッキンガムでのラウンドで、ティンクネルはシーズン初勝利を挙げた。ブランズ・ハッチで3位表彰台の成績とファステストラップを出している。次のドイツのノリスリンクラウンドは、ヨーロッパ・フォーミュラ3選手権と合同で開催され、第1レースで総合8位、英F3選手権3位となり、第2レースでは優勝を果たしている。彼のシーズン中最も快心のレースはスネッタートンの第2レースで、優勝を果たしている。続くシルバーストン・サーキットのラウンドでは2度の3位表彰台を獲得し、最終ラウンドのドニントン・パークで第2レースで優勝した。彼は4回の優勝を含む9回の表彰台を獲得し、選手権ランキング5位でシーズンを終えた。彼はポー・ヒストリック・グランプリにかつてのフォーミュラジュニア用のマシンのロータス・20に乗って参戦し、2位の成績を挙げている。
ティンクネルは2011年に在籍していたフォーテック・モータースポーツに戻って、2012年11月に開催される、高名なマカオグランプリに出走することとなった。難易度の高さで悪名高いマカオのギア・サーキットのティンクネルの走行デビューは大変よく、30人の世界各地のF3ドライバーの精鋭達による2回のセッションに分けられた予選では、1回目のセッションで総合7位となり、2回目のセッションの予選レースでは6位となっている。決勝レースでは、ティンクネルは素晴らしいスタートを決めて一時は4番手にまで上がったが、メカニカルトラブルが発生した為、最終的に9位の順位に終わった。
2014年、ティンクネルは1ラウンド限りという条件でダブルR・レーシングと契約し、イギリス・フォーミュラ3選手権のスラクストン・ラウンドに復帰している。

### ヨーロッパ・フォーミュラ3選手権
2013年初めに、ティンクネルはイギリス・フォーミュラ3選手権とヨーロッパ・フォーミュラ3選手権の両方の選手権チャンピオンチームのカーリン・モータースポーツと、ヨーロッパ・フォーミュラ3選手権の2013年シーズン参戦ドライバーとして契約を交わした。5回のF3レース優勝経験者のティンクネルはチームとの関係を継続することを選び、カナダ人ドライバーのニコラス・ラティフィやイギリス人新人ドライバーのヤン・マーデンボローとジョーダン・キングとチームメイトとなる。
ティンクネルは第2ラウンドのシルバーストンで3ヒート中2回ポールポジションを獲得した。デヴォン出身の21歳の青年であるティンクネルがついにランキングトップに立ち、（リバースグリッドでの勝利はそれまであったが、）リバースグリッドでのスタートではないレースで初めてハンコックタイヤを装着したフォルクスワーゲン（エンジン）-ダラーラ（シャシー）車の勝利というチームにとって記念すべき1勝をもたらした。
2012年から再開されたヨーロッパ・フォーミュラ3選手権で、（チーム・ロータスでF1に参戦し、ジャガーでル・マン24時間レースに優勝した）ジョニー・ダンフリーズ以来29年振りとなるイギリス人ドライバーによる（ヨーロッパ・フォーミュラ3選手権上の）シルバーストンでの勝利を挙げた。予選でトップとなりポールポジションを獲得するのは、ティンクネルのF3の参戦キャリアで初めての出来事であった。ティンクネルはランキング3位の座を得てシルバーストンでのラウンドを終える。
次のホッケンハイムでのラウンドでは、第2レースと第3レースで下位に沈んでポイントを獲得できず、ランキング順位も5位に落とす。
2013年5月18日-19日に開催されたブランズ・ハッチのラウンドで、ティンクネルは力強いパフォーマンスを見せて2度目の表彰台に昇る。ティンクネルは第3レースを3位でフィニッシュしたが、2位でフィニッシュしたラファエレ・マルチェロが違反行為でそのレースの成績が除外された為、ティンクネルが2位に繰り上がることとなった。

### ヨーロピアン・ル・マン・シリーズ
ティンクネルは2014年、フォーミュラカーレースからスポーツカーレースに活躍の場を移し、ヨーロピアン・ル・マン・シリーズとル・マン24時間レースに、ザイテック・Z11SN-ニッサンに乗って参戦した。

### FIA 世界耐久選手権
ティンクネルは、2014年のル・マン24時間レースのLMP2クラスでJOTAスポーツの一員として優勝に貢献した実績を買われ、2015年シーズンのFIA 世界耐久選手権のLMP1カテゴリーに新しく日産・GT-R LM NISMOを開発して1参戦する日産のワークスドライバーとして22号車に乗ってフルシーズン参戦する旨が発表されている。

## レースの記録

### 経歴の概略
| 年     | 参戦カテゴリー                                       | チーム                         | 参戦 | 優勝 | ポール | F/Lap | 表彰台 | ポイント | 順位 |
| ------ | ---------------------------------------------------- | ------------------------------ | ---- | ---- | ------ | ----- | ------ | -------- | ---- |
| 2008年 | 英フォーミュラ・ルノー(冬季)                         | CR・スクーデリア               | 4    | 0    | 0      | 0     | 0      | 56       | 7位  |
| 2008年 | フォーミュラ・ルノー2.0・ポルトガル(冬季シリーズ)    | CR・スクーデリア               | 2    | 0    | 0      | 0     | 0      | 8        | 13位 |
| 2009年 | 英フォーミュラ・ルノー                               | CRS・レーシング                | 19   | 0    | 1      | 2     | 4      | 323      | 5位  |
| 2009年 | フォーミュラ・ルノー・ノーザン・ヨーロピアン・カップ | CRS・レーシング                | 2    | 0    | 0      | 0     | 0      | 8        | 33位 |
| 2009年 | 英フォーミュラ・ルノー(冬季)                         | CRS・レーシング                | 4    | 2    | 4      | 1     | 4      | 119      | 1位  |
| 2010年 | 英フォーミュラ・ルノー                               | CRS・レーシング                | 20   | 2    | 2      | 1     | 7      | 375      | 5位  |
| 2011年 | イギリス・フォーミュラ3選手権                        | フォーテック・モータースポーツ | 30   | 1    | 0      | 0     | 4      | 78       | 11位 |
| 2012年 | イギリス・フォーミュラ3選手権                        | カーリン                       | 28   | 4    | 0      | 1     | 9      | 226      | 5位  |
| 2012年 | ヨーロッパ・フォーミュラ3選手権                      | カーリン                       | 8    | 0    | 0      | 0     | 0      | 0        | NC†  |
| 2012年 | マカオグランプリ                                     | フォーテック・モータースポーツ | 1    | 0    | 0      | 0     | 0      | N/A      | 9位  |
| 2013年 | ヨーロッパ・フォーミュラ3選手権                      | カーリン                       | 30   | 1    | 2      | 0     | 2      | 227      | 5位  |

† – ティンクネルはゲスト・ドライバーの為、ヨーロッパ・フォーミュラ3選手権でポイントを獲得できるドライバー対象となっていない。

### フォーミュラ

#### イギリス・フォーミュラ3選手権
| 年     | エントラント                   | エンジン   | 1        | 2        | 3        | 4         | 5       | 6       | 7       | 8         | 9       | 10       | 11        | 12      | 13       | 14      | 15      | 16       | 17       | 18        | 19       | 20        | 21       | 22        | 23       | 24      | 25       | 26      | 27       | 28       | 29       | 30       | DC   | ポイント |
| ------ | ------------------------------ | ---------- | -------- | -------- | -------- | --------- | ------- | ------- | ------- | --------- | ------- | -------- | --------- | ------- | -------- | ------- | ------- | -------- | -------- | --------- | -------- | --------- | -------- | --------- | -------- | ------- | -------- | ------- | -------- | -------- | -------- | -------- | ---- | -------- |
| 2011年 | フォーテック・モータースポーツ | メルセデス | MNZ 1 11 | MNZ 2 11 | MNZ 3 16 | OUL 1 6   | OUL 2 3 | OUL 3 7 | SNE 1 8 | SNE 2     | SNE 3 8 | BRH 1 10 | BRH 2 1   | BRH 3 9 | NÜR 1 3  | NÜR 2 8 | NÜR 3 9 | LEC 1 10 | LEC 2 17 | LEC 3 Ret | SPA 1 22 | SPA 2 Ret | SPA 3 16 | ROC 1 Ret | ROC 2 13 | ROC 3 8 | DON 1 7  | DON 2 5 | DON 3 14 | SIL 1 12 | SIL 2 16 | SIL 3 11 | 11位 | 78       |
| 2012年 | カーリン・モータースポーツ     | VW         | OUL 1 4  | OUL 2 4  | OUL 3    | MNZ 1 Ret | MNZ 2 9 | MNZ 3 6 | PAU 1 7 | PAU 2 Ret | ROC 1 7 | ROC 2 1  | ROC 3 Ret | BRH 1 5 | BRH 2 15 | BRH 3   | NOR 1 8 | NOR 2 1  | NOR 3 10 | SPA 1 13  | SPA 2 C  | SPA 3 9   | SNE 1 12 | SNE 2 1   | SNE 3 7  | SIL 1 3 | SIL 2 13 | SIL 3   | DON 1 8  | DON 2 1  | DON 3 4  |          | 5位  | 226      |

- 太字はポールポジション、斜字はファステストラップ。(key)

#### FIA ヨーロッパ・フォーミュラ3選手権
| 年     | エントラント               | エンジン | 1       | 2       | 3       | 4         | 5         | 6       | 7       | 8        | 9        | 10       | 11       | 12      | 13       | 14      | 15      | 16      | 17      | 18      | 19       | 20       | 21      | 22      | 23      | 24      | 25       | 26       | 27      | 28      | 29      | 30      | DC  | ポイント |
| ------ | -------------------------- | -------- | ------- | ------- | ------- | --------- | --------- | ------- | ------- | -------- | -------- | -------- | -------- | ------- | -------- | ------- | ------- | ------- | ------- | ------- | -------- | -------- | ------- | ------- | ------- | ------- | -------- | -------- | ------- | ------- | ------- | ------- | --- | -------- |
| 2012年 | カーリン・モータースポーツ | VW       | HOC 1   | HOC 2   | LEC 1 7 | LEC 2 Ret | BRH 1 Ret | BRH 2 6 | RBR 1   | RBR 2    | NOR 1 8  | NOR 2 10 | SPA 1 13 | SPA 2 9 | NÜR 1    | NÜR 2   | ZAN 1   | ZAN 2   | VAL 1   | VAL 2   | HOC 1    | HOC 2    |         |         |         |         |          |          |         |         |         |         | NC† | 0†       |
| 2013年 | カーリン・モータースポーツ | VW       | MNZ 1 5 | MNZ 2 5 | MNZ 3 6 | SIL 1     | SIL 2 4   | SIL 3 9 | HOC 1 5 | HOC 2 13 | HOC 3 25 | BRH 1 5  | BRH 2 7  | BRH 3 2 | RBR 1 12 | RBR 2 7 | RBR 3 4 | NOR 1 6 | NOR 2 8 | NOR 3 8 | NÜR 1 11 | NÜR 2 10 | NÜR 3 4 | ZAN 1 6 | ZAN 2 6 | ZAN 3 6 | VAL 1 11 | VAL 2 18 | VAL 3 8 | HOC 1 5 | HOC 2 5 | HOC 3 5 | 5位 | 227      |

- 太字はポールポジション、斜字はファステストラップ。(key)
- † : ゲストドライバーとしての出走であるため、ポイントは加算されない。

### スポーツカー

#### ヨーロピアン・ル・マン・シリーズ
| 年     | チーム                               | 使用車両          | クラス | 1       | 2      | 3     | 4       | 5       | 6       | 順位 | ポイント |
| ------ | ------------------------------------ | ----------------- | ------ | ------- | ------ | ----- | ------- | ------- | ------- | ---- | -------- |
| 2014年 | Jotaスポーツ                         | ザイテック・Z11SN | LMP2   | SIL Ret | IMO 1  | SPL 2 | CAS 4   | EST 3   |         | 2位  | 74       |
| 2015年 | Jotaスポーツ                         | ギブソン・015S    | LMP2   | SIL 2   | IMO 3  | SPL 1 | CAS 3   | EST 4   |         | 3位  | 89       |
| 2016年 | G-ドライブ・レーシング               | ギブソン・015S    | LMP2   | SIL 1   | IMO 2  | SPL 3 | CAS 5   | SPA 5   | EST 1   | 1位  | 103      |
| 2019年 | サンダーヘッド・カーリン・レーシング | ダラーラ・P217    | LMP2   | CAS     | MNZ 11 | CAT 9 | SIL Ret | SPA     | ALG Ret | 27位 | 2.5      |
| 2021年 | レーシングチーム・ターキー           | オレカ・07        | LMP2   | CAT 15  | SPL    | LEC 6 | MNZ     | SPA Ret | ALG DNS | 24位 | 8.5      |

- 太字はポールポジション、斜字はファステストラップ。(key)

#### FIA 世界耐久選手権
| 年        | チーム                               | シャシー                            | エンジン                               | クラス       | 1       | 2      | 3      | 4       | 5       | 6      | 7      | 8      | 9     | 順位 | ポイント |
| --------- | ------------------------------------ | ----------------------------------- | -------------------------------------- | ------------ | ------- | ------ | ------ | ------- | ------- | ------ | ------ | ------ | ----- | ---- | -------- |
| 2014年    | Jotaスポーツ                         | ザイテック・Z11SN                   | 日産 VK45DE V8                         | LMP2         | SIL     | SPA 2  | LMS 1  | COA     | FUJ     | SHA    | BHR    | SÃO    |       | NC†  | 0†       |
| 2015年    | Jotaスポーツ                         | ギブソン・015S                      | 日産 VK45DE V8                         | LMP2         | SIL     | SPA 1  |        |         |         |        |        |        |       | NC†  | 0†       |
| 2015年    | NISMO                                | 日産・GT-R LM NISMO                 | 日産 VRX30A Turbo 3.0 L Turbo V6       | LMP1         |         |        | LMS NC | NUR     | COA     | FUJ    | SHA    | BHR    |       | 34位 | 0        |
| 2016年    | フォード・チップ・ガナッシ・チームUK | フォード・GT                        | フォード エコブースト Turbo 3.5 L      | LMGTE Pro    | SIL 4   | SPA 2  | LMS 10 | NÜR 12  | MEX 5   | COA 4  | FUJ 1  | SHA 1  | BHR 4 | 5位  | 117.5    |
| 2017年    | フォード・チップ・ガナッシ・チームUK | フォード・GT                        | フォード エコブースト Turbo 3.5 L      | LMGTE Pro    | SIL 1   | SPA 4  | LMS 2  | NÜR 5   | MEX 4   | COA 7  | FUJ 13 | SHA 1  | BHR 3 | 3位  | 142.5    |
| 2018-19年 | フォード・チップ・ガナッシ・チームUK | フォード・GT                        | フォード エコブースト Turbo 3.5 L      | LMGTE Pro    | SPA Ret | LMS 12 | SIL 2  | FUJ 3   | SHA 9   | SEB 3  | SPA 5  | LMS 3  |       | 4位  | 90       |
| 2019-20年 | アストンマーティン・レーシング       | アストンマーティン・ヴァンテージAMR | メルセデス・ベンツ M177 4.0 L Turbo V8 | LMGTE Pro    | SIL     | FUJ    | SHA    | BHR     | COA     | SPA    | LMS 1  | BHR    |       | 9位  | 50       |
| 2022年    | デンプシー-プロトン・レーシング      | ポルシェ・911 RSR-19                | ポルシェ 4.2 L F6                      | LMGTE Am     | SEB 4   | SPA 1  | LMS 8  | MNZ 1   | FUJ Ret | BHR 8  |        |        |       | 6位  | 83       |
| 2023年    | デンプシー-プロトン・レーシング      | ポルシェ・911 RSR-19                | ポルシェ 4.2 L F6                      | LMGTE Am     | SEB WD  | POR 9  | SPA 4  | LMS Ret |         |        |        |        |       | 22位 | 14       |
| 2023年    | プロトン・コンペティション           | ポルシェ・963                       | ポルシェ 9RD Turbo 4.6 L               | ハイパーカー |         |        |        |         | MNZ Ret | FUJ 9  | BHR 10 |        |       | 20位 | 4        |
| 2024年    | プロトン・コンペティション           | ポルシェ・963                       | ポルシェ 9RD Turbo 4.6 L               | ハイパーカー | QAT 9   | IMO NC | SPA 5  | LMS 14  | SÃO 15  | COA 11 | FUJ 11 | BHR 12 |       | 24位 | 13       |
| 2025年    | アストンマーティン・THOR・チーム     | アストンマーティン・ヴァルキリー    | コスワース RA V12                      | ハイパーカー | QAT     | IMO    | SPA    | LMS     | SÃO     | COA    | FUJ    | BHR    |       | 24位 | 13       |

- 太字はポールポジション、斜字はファステストラップ。(key)
- * : 今シーズンの順位。（現時点）

#### ウェザーテック・スポーツカー選手権
| 年     | チーム                                       | 使用車両                 | クラス  | 1      | 2     | 3     | 4     | 5      | 6      | 7      | 8     | 9      | 10     | 11  | 順位 | ポイント |
| ------ | -------------------------------------------- | ------------------------ | ------- | ------ | ----- | ----- | ----- | ------ | ------ | ------ | ----- | ------ | ------ | --- | ---- | -------- |
| 2017年 | フォード・チップ・ガナッシ・レーシング       | フォード・GT             | GTLM    | DAY 5  | SEB   | LBH   | CTA   | WGL    | MOS    | LIM    | ELK   | VIR    | LGA    | PET | 12位 | 91       |
| 2018年 | マツダ・チーム・ヨースト                     | マツダ・RT24-P           | P       | DAY 16 | SEB 6 | LBH 9 | MDO   | DET 14 | WGL 10 | MOS 11 | ELK 8 | LGA 4  | PET    |     | 17位 | 171      |
| 2019年 | マツダ・チーム・ヨースト                     | マツダ・RT24-P           | DPi     | DAY 9  | SEB 6 | LBH 8 | MDO   | DET 11 | WGL 1  | MOS 2  | ELK 1 | LGA 10 | PET 11 |     | 9位  | 223      |
| 2020年 | マツダ・チーム・ヨースト                     | マツダ・RT24-P           | DPi     | DAY 6  |       |       |       |        |        |        |       |        |        |     | 3位  | 260      |
| 2020年 | マツダ・モータースポーツ                     | マツダ・RT24-P           | DPi     |        | DAY 1 | SEB 5 | ELK 5 | ATL 2  | MDO 4  | PET 6  | LGA 4 | SEB 1  |        |     | 3位  | 260      |
| 2021年 | マツダ・モータースポーツ                     | マツダ・RT24-P           | DPi     | DAY 3  | SEB 2 | MDO 3 | DET 4 | WGL 1  | WGL 5  | ELK 2  | LGA 5 | LBH 5  | PET 1  |     | 3位  | 3264     |
| 2022年 | PR1/マティアセン・モータースポーツ           | オレカ・07               | LMP2    | DAY 7  | SEB   | LGA   | MDO   | WGL    | ELK    | PET    |       |        |        |     | NC   | 0        |
| 2023年 | AOレーシング・チーム                         | ポルシェ・911 GT3 R      | GTD     | DAY 14 | SEB   | LBH   | LGA   | WGL    | MOS    | LIM    |       |        |        |     | 62位 | 182      |
| 2023年 | プロトン・コンペティション                   | ポルシェ・963            | GTP     |        |       |       |       |        |        |        | ELK 8 | IMS 9  | PET 3  |     | 15位 | 814      |
| 2024年 | フォード・マルチマティック・モータースポーツ | フォード・マスタング GT3 | GTD Pro | DAY 6  | SEB 7 | LGA   | DET   | WGL    | MOS    | ELK    | VIR   | IMS    | PET    |     | 7位* | 531*     |

- 太字はポールポジション、斜字はファステストラップ。(key)
- * : 今シーズンの順位。（現時点）

#### アジアン・ル・マン・シリーズ
| 年        | チーム                               | 使用車両       | クラス | 1     | 2     | 3     | 4     | 順位 | ポイント |
| --------- | ------------------------------------ | -------------- | ------ | ----- | ----- | ----- | ----- | ---- | -------- |
| 2019–20年 | サンダーヘッド・カーリン・レーシング | ダラーラ・P217 | LMP2   | SHA 3 | BEN 3 | CHA 1 | SEP 1 | 2位  | 82       |

- 太字はポールポジション、斜字はファステストラップ。(key)

#### ル・マン24時間レース
| ル・マン24時間レース 結果 | ル・マン24時間レース 結果            | ル・マン24時間レース 結果                             | ル・マン24時間レース 結果           | ル・マン24時間レース 結果 | ル・マン24時間レース 結果 | ル・マン24時間レース 結果 | ル・マン24時間レース 結果 |
| 年                        | チーム                               | コ・ドライバー                                        | 使用車両                            | クラス                    | 周回                      | 順位                      | クラス 順位               |
| ------------------------- | ------------------------------------ | ----------------------------------------------------- | ----------------------------------- | ------------------------- | ------------------------- | ------------------------- | ------------------------- |
| 2014年                    | Jotaスポーツ                         | サイモン・ドゥーラン オリバー・ターベイ               | ザイテック・Z11SN-日産              | LMP2                      | 356                       | 5位                       | 1位                       |
| 2015年                    | NISMO                                | アレックス・バンコム ミハエル・クルム                 | 日産・GT-R LM NISMO                 | LMP1                      | 242                       | NC                        | NC                        |
| 2016年                    | フォード・チップ・ガナッシ・チームUK | アンディ・プリオール マリーノ・フランキッティ         | フォード・GT                        | GTE Pro                   | 306                       | 40位                      | 9位                       |
| 2017年                    | フォード・チップ・ガナッシ・チームUK | アンディ・プリオール ピポ・デラーニ                   | フォード・GT                        | GTE Pro                   | 340                       | 18位                      | 2位                       |
| 2018年                    | フォード・チップ・ガナッシ・チームUK | アンディ・プリオール トニー・カナーン                 | フォード・GT                        | GTE Pro                   | 332                       | 36位                      | 12位                      |
| 2019年                    | フォード・チップ・ガナッシ・チームUK | アンディ・プリオール ジョナサン・ボマリト             | フォード・GT                        | GTE Pro                   | 342                       | 24位                      | 5位                       |
| 2020年                    | アストンマーティン・レーシング       | マキシム・マルタン アレックス・リン                   | アストンマーティン・ヴァンテージAMR | GTE Pro                   | 346                       | 20位                      | 1位                       |
| 2021年                    | プロトン・コンペティション           | フロリアン・ラトッレ ブッティホルン・インスラプワサク | ポルシェ・911 RSR                   | GTE Am                    | 66                        | DNF                       | DNF                       |
| 2022年                    | デンプシー-プロトン・レーシング      | クリスチャン・リード セバスチャン・プリオール         | ポルシェ・911 RSR-19                | GTE Am                    | 336                       | 47位                      | 14位                      |
| 2023年                    | プロトン・コンペティション           | ヨナス・リード ドン・ヨウント                         | ポルシェ・911 RSR-19                | GTE Am                    | 170                       | DNF                       | DNF                       |

#### デイトナ24時間レース
| デイトナ24時間レース 結果 | デイトナ24時間レース 結果                    | デイトナ24時間レース 結果                                      | デイトナ24時間レース 結果 | デイトナ24時間レース 結果 | デイトナ24時間レース 結果 | デイトナ24時間レース 結果 | デイトナ24時間レース 結果 |
| 年                        | チーム                                       | コ・ドライバー                                                 | 車両                      | クラス                    | 周回                      | 順位                      | クラス 順位               |
| ------------------------- | -------------------------------------------- | -------------------------------------------------------------- | ------------------------- | ------------------------- | ------------------------- | ------------------------- | ------------------------- |
| 2017年                    | フォード・チップ・ガナッシ・チームUK         | アンディ・プリオール トニー・カナーン                          | フォード・GT              | GTLM                      | 652                       | 9位                       | 5位                       |
| 2018年                    | マツダ・チーム・ヨースト                     | ジョナサン・ボマリト スペンサー・ピゴット                      | マツダ・RT24-P            | P                         | 541                       | DNF                       | DNF                       |
| 2019年                    | マツダ・チーム・ヨースト                     | ジョナサン・ボマリト オリヴィエ・プラ                          | マツダ・RT24-P            | DPi                       | 440                       | DNF                       | DNF                       |
| 2020年                    | マツダ・チーム・ヨースト                     | ジョナサン・ボマリト ライアン・ハンター＝レイ                  | マツダ・RT24-P            | DPi                       | 823                       | 6位                       | 6位                       |
| 2021年                    | マツダ・モータースポーツ                     | オリバー・ジャービス ジョナサン・ボマリト                      | マツダ・RT24-P            | DPi                       | 807                       | 3位                       | 3位                       |
| 2022年                    | PR1/マティアセン・モータースポーツ           | ジョナサン・ボマリト ジョシュ・ピアソン スティーブン・トマス   | オレカ・07-ギブソン       | LMP2                      | 663                       | DNF                       | DNF                       |
| 2023年                    | AOレーシング・チーム                         | P・J・ハイエット グンナー・ジャネット セバスチャン・プリオール | ポルシェ・911 GT3 R       | GTD                       | 710                       | 40位                      | 14位                      |
| 2024年                    | フォード・マルチマティック・モータースポーツ | クリストファー・ミース マイク・ロッケンフェラー                | フォード・マスタング GT3  | GTD Pro                   | 726                       | 31位                      | 6位                       |

#### セブリング12時間レース
| セブリング12時間レース 結果 | セブリング12時間レース 結果                  | セブリング12時間レース 結果                     | セブリング12時間レース 結果 | セブリング12時間レース 結果 | セブリング12時間レース 結果 | セブリング12時間レース 結果 | セブリング12時間レース 結果 |
| 年                          | チーム                                       | コ・ドライバー                                  | 車両                        | クラス                      | 周回                        | 順位                        | クラス 順位                 |
| --------------------------- | -------------------------------------------- | ----------------------------------------------- | --------------------------- | --------------------------- | --------------------------- | --------------------------- | --------------------------- |
| 2018年                      | マツダ・チーム・ヨースト                     | ジョナサン・ボマリト スペンサー・ピゴット       | マツダ・RT24-P              | P                           | 343                         | 6位                         | 6位                         |
| 2019年                      | マツダ・チーム・ヨースト                     | ジョナサン・ボマリト オリヴィエ・プラ           | マツダ・RT24-P              | DPi                         | 346                         | 6位                         | 6位                         |
| 2020年                      | マツダ・モータースポーツ                     | ジョナサン・ボマリト ライアン・ハンター＝レイ   | マツダ・RT24-P              | DPi                         | 348                         | 1位                         | 1位                         |
| 2021年                      | マツダ・モータースポーツ                     | オリバー・ジャービス ジョナサン・ボマリト       | マツダ・RT24-P              | DPi                         | 349                         | 2位                         | 2位                         |
| 2024年                      | フォード・マルチマティック・モータースポーツ | クリストファー・ミース マイク・ロッケンフェラー | フォード・マスタング GT3    | GTD Pro                     | 316                         | 26位                        | 7位                         |

## 個人
ティンクネルは、12歳までデヴォンのシドマスにあるセント・ジョンズ小学校に通っていた。彼はそれからエクセターの学校に通って、そこでGCSE（イギリスの全国統一試験制度）でAを6個とBを4個取得する程優秀な学生となった。レース活動から離れたプライベートでは、ゴルフやダーツ、ラグビーやチェスに興じており、地元のサッカークラブであるプリマス・アーガイルFCのサポーターである。